# 盐生杜氏藻

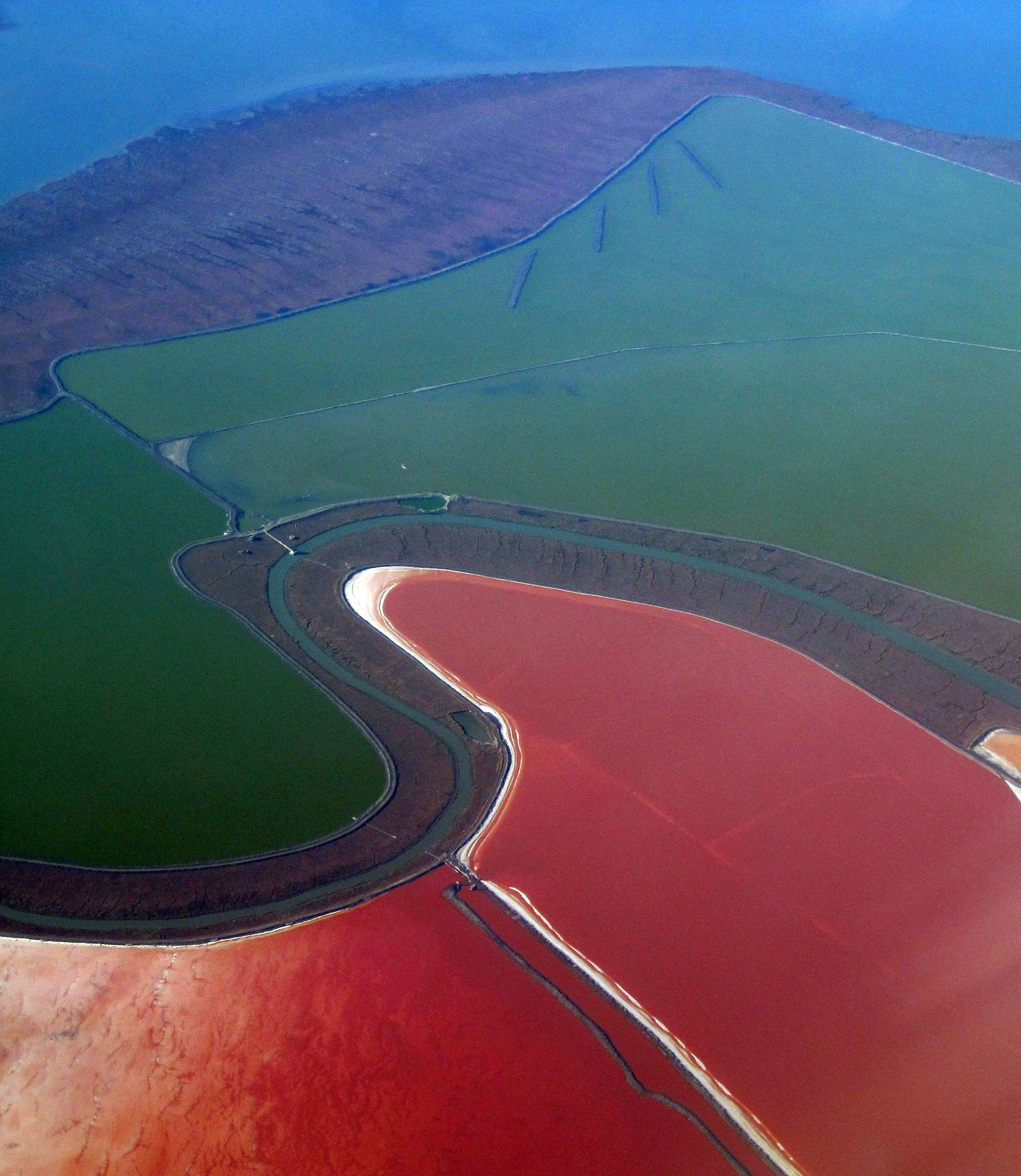
在加州南舊金山灣這些紅色的池塘就是因為有鹽生杜氏藻的緣故。

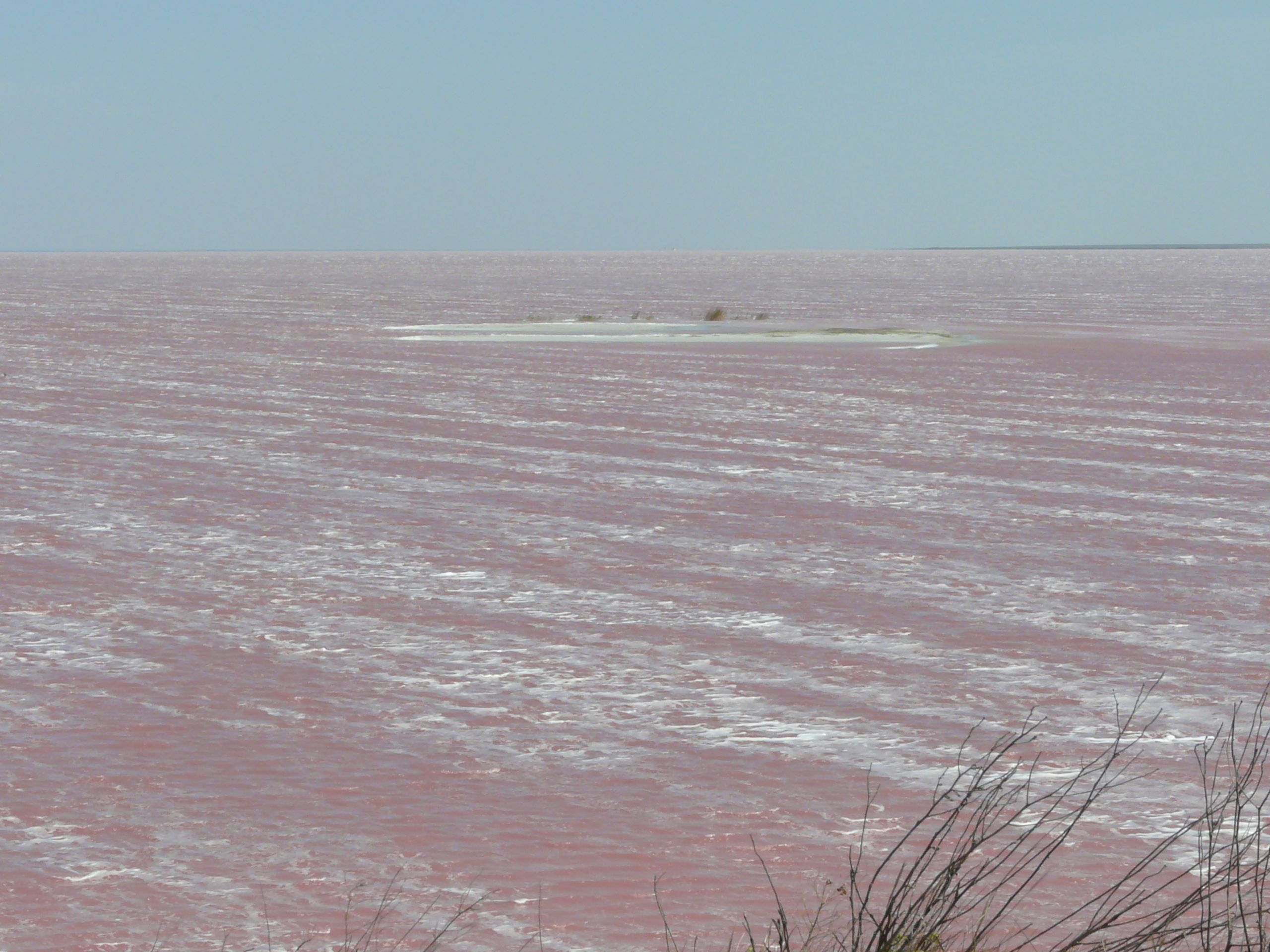
锡瓦什湖鹽湖中的由于杜氏盐藻而具有橙色的水。

盐生杜氏藻（學名：Dunaliella salina），亦作杜氏盐藻，是一種嗜鹽的綠色微藻，屬绿藻纲团藻目，常見於海鹽田。鹽生杜氏藻是一種抗氧化能力非常強的藻類，因為它能夠生產大量類胡蘿蔔素，所以常用於化粧品及營養補充劑。很少有生物可以在這樣的高鹽度條件下鹽蒸發池中能生存。為了生存，這些生物體有高濃度β胡蘿蔔素的保護以防範強光，和高濃度甘油的保護以防範滲透壓。這提供了生物生產這些物質用於商業機會。
于1966年在苏联建立的第一个试验工厂栽培杜氏盐藻生产β胡萝卜素，在世界各地盐藻的商业化种植生产β胡萝卜素现在是嗜盐菌生物技术的成功故事之一。各种技术都被使用，从在泻湖里用低技术含量的粗放种植，到在严格控制的条件下高细胞密度的精耕细作。
由於其獨特的顏色，會把湖水染成紅色或粉紅色。在西非塞內加爾首都以北35公里的瑞特巴湖（玫瑰湖），就因為鹽生杜氏藻的作用，把湖水染成獨特的粉紅色，使其得到「粉紅湖」的外號。

## 參看
- 玫瑰湖
- 希利尔湖
- 海藻

## 外部連結
- 市面上採用杜氏鹽藻的營養補充劑